# Xipaguazin Moctezuma
Xipaguazin Moctezuma   (valor desconegut - Toloriu, 10 de gener de 1537 (Gregorià)) coneguda com la Princesa Moctezuma i rebatejada com Maria Moctezuma, va ser una dona de la reialesa asteca, filla de l'emperador Moctezuma II, que va unir-se en matrimoni amb Joan de Grau i Ribó, baró de Toloriu, i va mudar la seva residència des de la cort reial mexicana fins al castell de Toloriu i a la Casa Bima de Toloriu (Alt Urgell).
El 1963 Grau va col·locar una placa a la plaça Major de Toloriu, al costat de l'església, amb aquesta inscripció, en francès: "El Capítol dels Cavallers de l'Ordre de la Corona Asteca de França a la memòria de sa altesa imperial la princesa Xipaguazin Moctezuma, esposa del noble Joan de Grau, Baró de Toloriu, morta l'any 1537".

## La llegenda
Diuen alguns documents que Maria de Moctezuma, filla del novè emperador asteca, Moctezuma II, va arribar a Espanya acompanyada de dos germans seus, Pere i Isabel al segle xvi i que va contraure núpcies amb Joan Grau, baró de Toloriu. Menys sort van tenir els seus dos germans, que van tornar al que avui coneixem com a Mèxic, on van morir assassinats pels aborígens. Es diu que Joan Grau i la princesa o emperadriu asteca van anar a viure al vilatge de Toloriu i que també feien estades a casa Bima, una casa de camp que és a prop de l'antic camí del Querforadat a Martinet passant per Béixec, i on podria estar enterrat un fabulós tresor. Altres fonts indiquen que la noble asteca va ser enterrada, juntament amb l'esmentat tresor, a l'església de Toloriu, just sota l'altar major, després de morir el dia 10 de gener de 1537. Tant si és cert com no, sí que hi ha constància que moltes persones l'han cercat, tot sembla indicar que infructuosament.

## Entra en escena l'ensibornador
En tota aquesta història, no mancada de picaresca, va aparèixer en escena fa alguns anys Guillem Grau Rifé el qual, segons va dir, era descendent del noble català Joan Grau Ribó, baró i senyor de Toloriu, lloctinent d'Hernán Cortés i que, segons la llegenda, es va casar amb la princesa Maria Xipaguazin.
Abans d'entrar en els detalls sobre aquest fosc personatge no podem oblidar que a la Biblioteca de Catalunya, en la "Col·lecció de documents relatius al Descobriment, consulta i Organització de les antigues possessions d'ultramar", i més encara, a la pàgina 52 del volum 18, nota que Maria Xipaguazin, o Maria Moctezuma, va morir fadrina. El seu suposat marit, Joan Grau, no es troba ni figura entre els passatgers d'Índies, ni tampoc entre els conqueridors o pobladors de Mèxic o Nova Espanya. Es veu difícil, per això, que hagués pogut ser lloctinent d'Hernán Cortés, com assegurava el prevere de la diòcesi d'Urgell, Antoni Soldevila, en uns articles publicats entre 1976 i 1977. Soldevila també deia, de manera apassionada que "Joan Grau va ser conqueridor d'imperis amb l'amor en lloc de les armes". Mossèn Antoni Soldevila va arribar a publicar fins a dotze articles a la revista Església d'Urgell, amb la pretensió de divulgar el que va qualificar de "gran epopeia històrica de D. Joan Grau". Les reivindicacions de mossèn Soldevila no es van aturar, i en un escrit va demanar a la Diputació de Lleida que convertís Casa Bima en un museu.
També hi ha qui ha assenyalat que en la data que fa referència la placa no hi havia cap família amb el grau de noble a Catalunya, i que el títol de Baró de Toloriu mai havia existit. De fet, l'Institut Internacional de Genealogia i Heràldica també va condemnar com "absurda" la veracitat de la relació de Guillem amb els asteques.

## La documentació
Tota aquesta història ha estat motiu de discussió i els investigadors del tema en desmenteixen la veracitat. Sobre aquest tema existeix un escrit de 1977, de Rodolfo Martín Villa, llavors ministre de Governació, en el qual afirma que "consultats els corresponents arxius, no ha aparegut cap documentació relacionada amb el tema".
D'altra banda, Amada López de Meneses, doctora en Filosofia i Lletres per la Universitat de Madrid, membre del Consell Superior d'Investigacions Científiques i col·laboradora de l'Institut d'Història de Buenos Aires, que va aconseguir el doctorat en un exhaustiu estudi sobre els descendents de Moctezuma, va afirmar categòricament que "no va existir mai el principat de Moctezuma. Tan sols va existir el comtat, elevat a ducat per Isabel II. Si existís un fill amb el dret de ser príncep de Moctezuma, hauria de ser descendent de la branca masculina, mai de les dues dones". El que és cert és la gran quantitat de tinta vessada al voltant d'aquest afer. La proximitat de la serra del Cadí i la seva tradició excursionista ha fet que moltes persones s'hagin interessat pel tema. Entre elles Francesc Gurri Serra, que parla extensament d'aquesta història al número 10 de la revista Amics de la Ciutat corresponent al març-abril de l'any 1965. Hi fa esment d'una acta notarial referent a la còpia del testament de Maria Xipaguazin Moctezuma, ratificada pel notari Manuel Pallàs de Torrents, de l'Ajuntament de Benavarri, Baixa Ribagorça d'Aragó, que diu el següent: "Certifico, doy fe y testimonio de verdad que se me exive un testamento otorgado por la princesa María Chipaguazín-Moctezuma ante el rector de Toloriu, a siete de noviembre de 1536".

## Guillem Grau Rifé
Reïx que Guillem Grau Rifé, singularíssim senyor, s'autoproclamà SMI i R. Príncep Guillem III de Grau-Moctezuma, descendent legítim del baró de Toloriu i de Moctezuma II per via de la seva filla Maria.
El conegut jornalista Enrique Rubio, que durant mig segle es va dedicar a investigar els ensibornaments i els seus protagonistes, deixa Guillem Grau a l'altura de la sola de la sabata. Representant el paper de legítim descendent de Moctezuma, l'eixerit personatge va fer ús i abús, en benefici propi, de la corona asteca, es va definir com a príncep de Mèxic a l'exili i va viure a esquena de vanitosos als quals concedia títols, medalles i càrrecs per als quals deixaven el corresponent aport econòmic. La primera notícia de Guillem Grau apareix l'any 1952. Es tractava del fill d'un industrial barceloní, la sola germana del qual treballava a la notaria del batlle de Barcelona, Josep Maria de Porcioles i Colomer.
El seu ego resta prou palès en les cartes que es feia imprimir amb el lema suara esmentat. Guillem Grau organitzava sopars als quals convidava tots els títols de la corona asteca que ell mateix havia investit. Quan va ser detingut per ensibornament per la policia barcelonina es van saber els preus d'aquests títols: 200.000 pessetes per un comtat, 300.000 pessetes per un marquesat i gairebé un milió de pessetes per un ducat. Distribuïa vora cent decoracions anuals, entre diplomes, medalles i creus, a comanadors, oficials, grans oficials, etc. Lluís Montal va presentar una denunciació contra Grau Rifé a la policia davant la gran quantitat de despeses que ocasionava el càrrec que tenia l'empresa Tyles Oil Products, amb seu a Via Laietana, 38 (Barcelona), de la qual Guillem Grau era director gerent. Els diners anaven a rebotre a comptes corrents oberts a nom de l'emperador. Persones de diners, autoritats i fins i tot el president del Tribunal Suprem el 1960 havien rebut decoracions. Aquest darrer va sortir fotografiat als diaris de l'època rebent la Sobirana i Imperial Ordre de la Corona Asteca, amb el càrrec de Cavaller del Gran Collar. Va assistir a l'acte, entre d'altres, el secretari degà de la Sala Segona del Suprem, Ruperto Lafuente. Segons va explicar el jornalista Enrique Rubio, entre els títols més divertits cal fer esment del de patge reial atorgat a l'agost de 1972 a un net del que era llavors el batlle del Vendrell (Baix Penedès, Tarragona), i el de pastisser d'honor de la corona asteca, el gener de 1974, al pastisser Ramon March.